# West Coast Main Line
West Coast Main Line (WCML) („trať po západním pobřeží“) je nejvytíženější britská dráha se smíšeným provozem. Je v podstatě jedinou dálkovou tratí z Londýna do západní a severozápadní Anglie, severního Walesu a západního Skotska.
Hlavní větev mezi nádražími London Euston a Glasgow Central měří 645 km s hlavními nácestnými stanicemi Milton Keynes, Rugby, Nuneaton, Tamworth, Stafford, Crewe, Warrington, Preston, Lancaster, a Carlisle. Na odbočných větvích leží Northampton, Coventry, Birmingham, Wolverhampton, Stoke-on-Trent, Macclesfield, Stockport, Manchester, Bolton, Liverpool a Edinburgh. Na značné části tratě je povolena rychlost 201 km/h, dopravce Virgin Trains usiluje o její zvýšení na 218 km/h mezi Staffordem a Rugby. Jeden ze spojů projede trať Londýn – Glasgow za 4 hodiny 8 minut (jízdní řád 2015).
Mimo dálkové a regionální dopravy zajišťuje WCML část příměstské dopravy v aglomeracích Londýna, Birminghamu, Manchesteru a Glasgow.
WCML je strategicky důležitou v celoevropském měřítku a je součástí Transevropské dopravní sítě (TEN-T). Pro západní Británii je i hlavním nákladním koridorem pokračujícím z Londýna (přes Eurotunel) do kontinentální Evropy.

## Historie

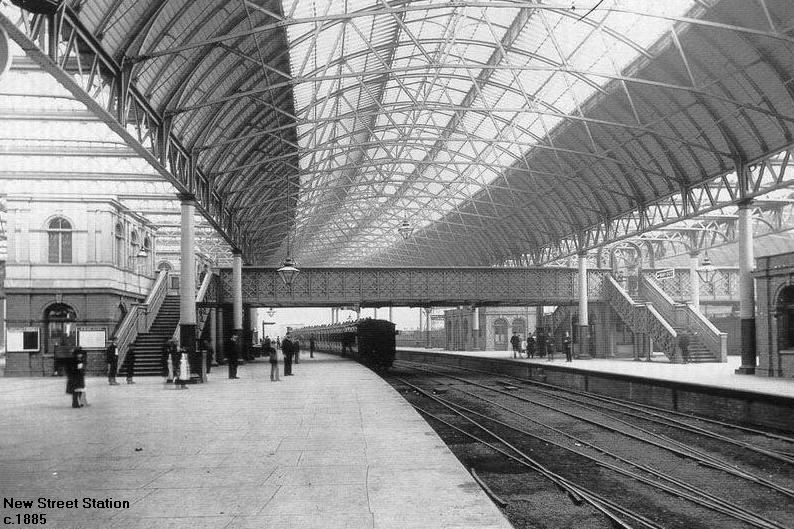
Původní podoba stanice Birmingham New Street z roku 1885. V šedesátých letech byla dvorana stržena a nad kolejištěm vyrostlo obchodní centrum.

Stavěna byla od třicátých do sedmdesátých let devatenáctého století, v několika samostatných úsecích. První byly úseky Londýn - Birmingham společnosti Grand Junction Railway a Warrington – Birmingham firmy London and Birmingham Railway. Společně s křižující drahou Liverpool - Manchester (North Union Railway) a Manchester – Birmingham spojená roku 1846 do nové společnosti London and North Western Railway (LNWR). Severně od Carlisle se chtěla prosadit Kaledonská dráha a otevřela svou kmenovou trať do Beattocku v září 1847, do Edinburghu v únoru 1848 a do Glasgow v listopadu 1849. Poslední součást WCML - North Staffordshire Railway z Macclesfieldu přes Stoke-on-Trent do odboček s WCML Norton Bridge a Colwich byla otevřena roku 1848. Obě posledně jmenované trati zůstaly samostatné, až do doby spojování velkých společností. Se zbytkem WCML se sloučily v roce 1923.
Částečně pro usmíření s podniky a kvůli majitelům pozemků podél tratí, v některých případech se tratě vyhýbaly některým pozemkům a menším městům. Pro snížení stavebních nákladů WCML prochází i přes pahorkatiny Chilterns, Watford Gap a Northamptonskou vysočinu a horská území Cumbria s vrcholovou stanicí Shap a Leadhills s vrcholem v Beattocku. To bylo důvodem nižší rychlosti oproti konkurenční východní trati East Coast Main Line (ECML) a hlavním důvodem pro nasazení naklápěcích vlaků na konci dvacátého století.
Termín „West Coast Main Line“ se začal oficiálně používat až po 2. světové válce, a je tedy označením pro trať, nikoli pro dopravce, nebo soukromou společnost vlastnící dráhu. Železnice z Rugby do Stafford přes Birmingham a Wolverhampton byla hlavní tratí do dostavby kratší spojnice údolím řeky Trent. Obdobně se jižně od Rugby WCML rozděluje a vede přes Northampton a spojuje se v Milton Keynes. Do Liverpoolu odbočuje v Weaver Junction mimoúrovňovým rozpletem. Mnoho větví WCML vede do Manchesteru, první v odbočce Colwich, druhá v Norton Bridge za Staffordem tyto se spojují v Stoke-on-Trent. Třetí větev vede z Crewe přes Wilmslow. V roce 1988 British Rail dokončily severojižní spojku v Manchesteru, umožňující bezúvraťové odklony přes Bolton do Prestonu, tzv. Windsor Link. Poslední větví vede z Carstairs do Edinburghu na WCML po východním pobřeží.

## ObdobíBritish Rail
British Rail modernizovaly a elektrifikovaly kmenovou trať v letech 1959 až 1974, její poslední elektrifikovanou součástí byl úsek do Glasgowa. V roce 1989 následovala odbočka do Edinburghu. Z Manchesteru do Prestonu nejsou troleje dodnes, což znehodnocuje tuto odklonovou trasu.
Trať je elektrizována hlavní britskou trakční soustavou 25 kV 50Hz AC. Tato soustava se používá pro všechny tratě na sever od Londýna (s výjimkou Manchester-Sheffield–Wath electric railway, jež byla do prosince 1984 elektrizovaná pod napětím 1,5 kV DC). Nakonec však byla přepnuta na jednotnou soustavu.
Tratě na jih od Londýna byly elektrizovány napájecí systémem 750 DC.
Od roku 1947 přišla WCML o mnohá spojení přímými vlaky nebo vozy, z Londýna se jednalo o Windermere; Barrow-in-Furness, Whitehaven a Workington; Huddersfield a Halifax (přes Stockport); Blackpool; Colne (přes Stockport); Morecambe a Heysham; Southport (přes Edge Hill); a Stranraer Harbour. Také bylo zrušeno spojení z Liverpoolu do Skotska. Provoz dálkových rychlíků přešel při reorganizaci British rail koncem sedmdesátých let pod odbor InterCity, před privatizací pod jménem „InterCity West Coast“.

## Modernizace v 21. století

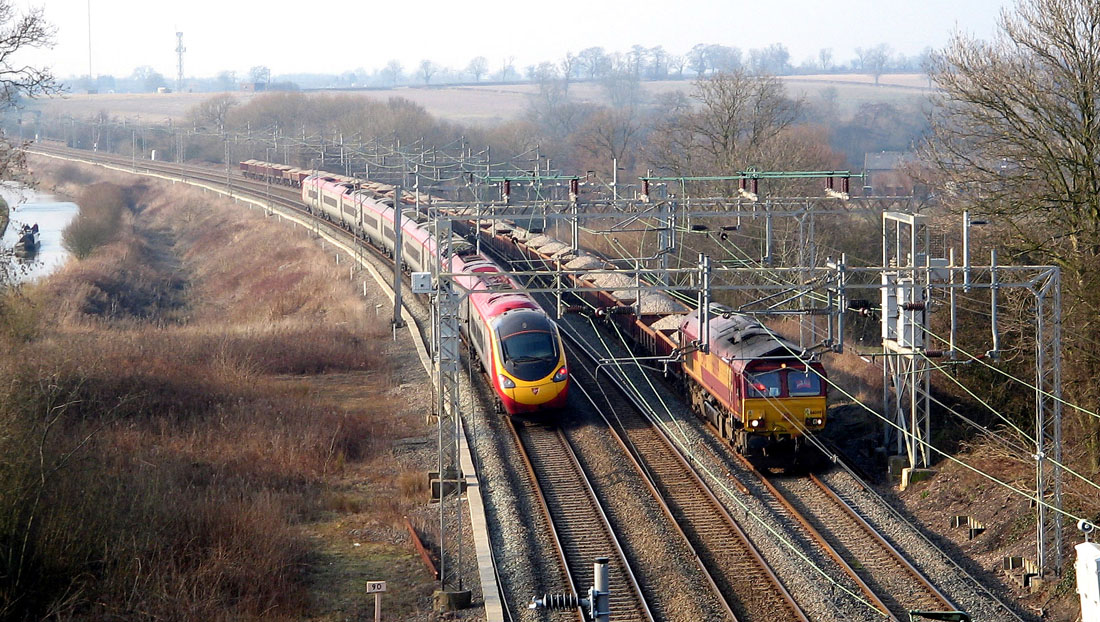
Pendolino dopravce Virgin Trains míjí nákladní vlak společnosti EWS, vedený lokomotivou řady 66, na trati West Coast Main Line v hrabství Warwickshire.

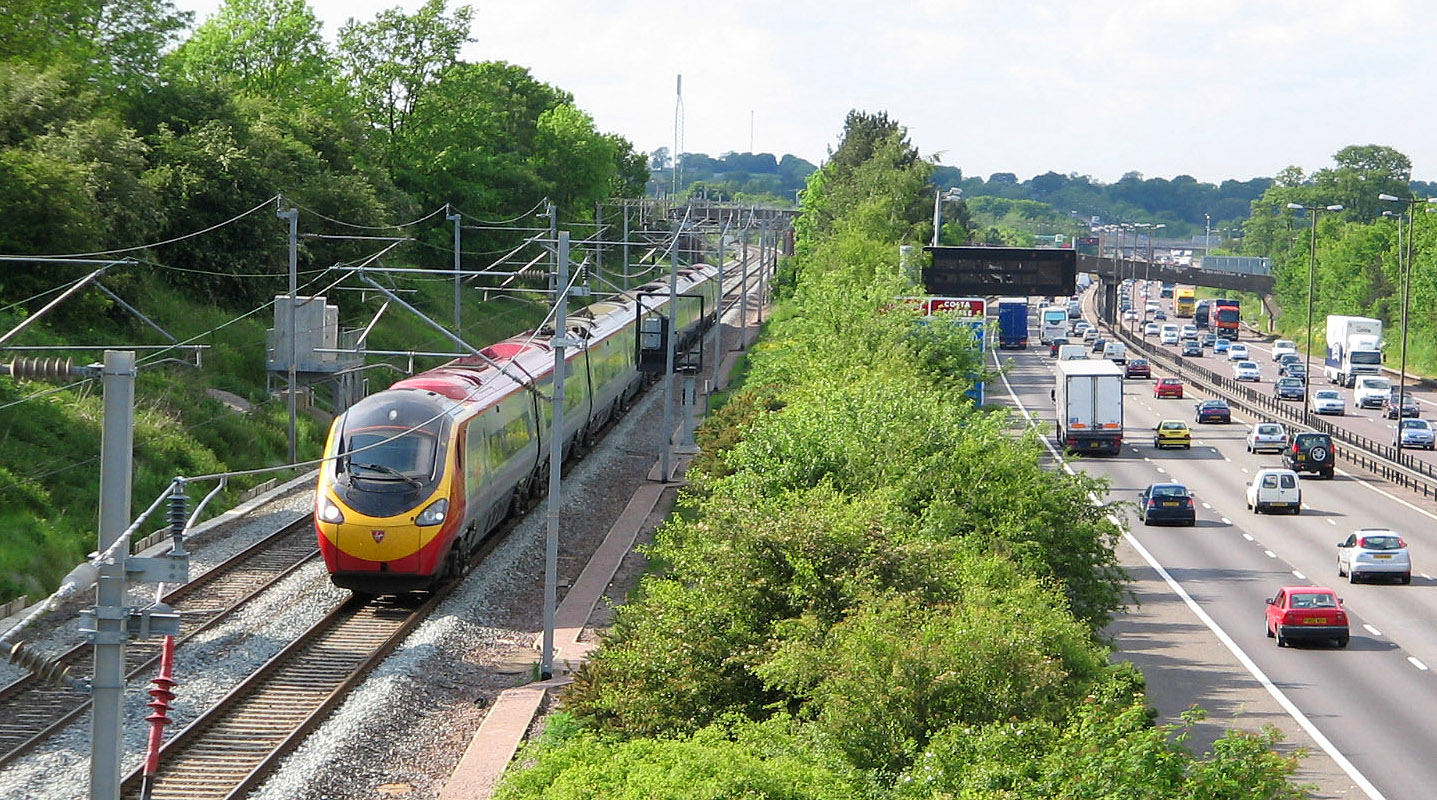
WCML vedoucí podél dálnice M1 v Watford Gap v Northamptonshire.

V roce 2007 je před dokončením modernizace trati pod taktovkou Network Rail. Původní plán z roku 2005 v objemu 2 biliónů liber vypracovaný Railtrackem počítal se zvýšením traťové rychlosti až na 225 km/h, v místech, kde bylo 175 km/h. Jízdní doba např. z Birminghamu do Londýna by se tak snížila z 1 hodiny 40 minut, na jednu hodinu. Ovšem tento byl od počátku odsouzen k smrti, kvůli nedostatkům zabezpečovacího zařízení, konkrétně neexistenci tzv. pohyblivého oddílu, neumožňující požadované zvýšení rychlosti. Navzdory prvotním obavám, že by cena mohla překročit 13 miliard liber, byly plány přehodnoceny a snížena cena na 8 až 10 miliard liber, předpoklad dokončení je k roku 2008, a rychlost jen 200 km/h.
První fáze modernizace jižně od Manchesteru byla otevřena 27. září 2004, předpokládané dokončení prací na celé WCML bylo ke konci roku 2005. Nicméně velký objem stavebních prací, jako zečtyřkolejnění trati v údolí Trentu, přestavby stanic Stafford, Rugby, Milton Keynes a Coventry a druhá etapa v Nuneatonu vede ke skluzu v termínech.

## Současný provoz
Nynější osobní provoz je na bedrech 53 devíti vozových jednotek řady 390 a 30 čtyřvozových řady 350 v provozu společností Silverlink a Central Trains, v menší míře i na motorových Virgin Voyager a Super-Voyager (pomineme-li řadu dalších relací spojů po WCML jen peážujících v krátkém úseku a příměstskou dopravu). Pendolina jezdila do Londýna roku 2005 šest spojů každou hodinu (10 ve špičce), v roce 2009 se předpokládá frekvence devět vlaků do hodiny a jeden Voyager do Chesteru a dále jedno Desiro se zastávkami Watford, Milton Keynes, Northampton, Rugby, Nuneaton, Atherstone, Tamworth, Lichfield, Rugeley, Stafford a Crewe.
Nákladní vlaky obstarávají především dieselové lokomotivy řady 66 a elektrické lokomotivy řady 92.
Poslední snahou o zvýšení rychlosti je požadavek dopravce Virgin Trains o povolení rychlosti 218 km za hodinu, oproti dnešním 201 km/h po dokončení čtyřkolejky mezi Rugby a Staffordem, při současném typu zabezpečovacího zařízení. Pokud toto schválí Network Rail, dojde i ke zvýšení propustnosti trati.
Počet cestujících u dopravce Virgin Trains zajišťujícího v podstatě veškerou dálkovou dopravu na WCML se letech 1997/98 až 2005/6 vyšplhal z 13,6 na 18,7 milionů.
V září 2006 se podařilo překonat rychlostní rekord na WCML – vlak Pendolino ujel 645 km z Londýna Eustonu do Glasgow Central za 3 hodiny 55 minut. Předchozí byl 4 hodiny 15 minut.